# Haldimand County
Haldimand County är en kommun (single-tier municipality med status som city) i Kanada. Den ligger i provinsen Ontario, i den sydöstra delen av landet, 400 km sydväst om huvudstaden Ottawa. Namnet kommer av Frederick Haldimand och att området före en kommunreform 1974 var ett county. Antalet invånare var 45 608 vid folkräkningen 2016.